# Ключовий момент
«Ключовий момент» — ток-шоу, що виходило на телеканалі «Інтер» з 14 жовтня 2003 до кінця 2009 року. Ведуча — Наталія Сумська. З 2010 року діє сайт програми, що має безплатну службу пошуку та допомоги людям.
До червня 2009 року передача виходила в прайм-таймі (о 18 годині), відтоді час виходу змінили на 16 год. Виробництво програми зупинено у березні 2010 року. Всього вийшло 999 епізодів. У січні 2012 року виробники заявили про виробництво оновленої версії програми — «Право на зустріч» — з ведучою Оленою Яковлевою для трансляції на каналах «Інтер» та «Россия».